# Бесан (Савоја)
Бесан (фр. Bessans) је насељено место у Француској у региону Рона-Алпи, у департману Савоја.
По подацима из 2011. године у општини је живело 340 становника, а густина насељености је износила 2,65 становника/km².

## Демографија
| 1962. | 1968. | 1975. | 1982. | 1990. | 2011. |
| ----- | ----- | ----- | ----- | ----- | ----- |
| 297   | 514   | 246   | 273   | 303   | 340   |